# Državna cesta D22
Die Državna cesta D22 (kroatisch für Nationalstraße D22) ist eine Hauptstraße in Kroatien.

## Verlauf
Die Straße führt von der Državna cesta D24 in Novi Marof über die Anschlussstelle Novi Marof der Autobahn Autocesta A4 (Europastraße 65) in südöstlicher Richtung nach Križevci, wo sie die Državna cesta D41 kreuzt. Von dort führt sie weiter nach Sveti Ivan Žabno. Dort endet sie an der Državna cesta D28.
Die Länge der Straße beträgt 42,7 km.